# Унгаро, Эмануэль
Эмануэ́ль Унгаро́ (фр. Emanuel Ungaro; 13 февраля 1933, Экс-ан-Прованс, Франция — 21 декабря 2019) — французский модельер, основатель собственного дома высокой моды.

## Биография
Эмануэль Унгаро родился 13 февраля 1933 года на юге Франции в семье портного. С 1956 года в течение 6 лет работал в доме моды Кристобаля Баленсиаги. В 1965 году совместно со своей подругой и художником по тканям Соней Кнапп открыл собственное ателье и создал первую самостоятельную коллекцию, которая имела успех.
Клиентами Унгаро стали такие французские актрисы, как Анук Эме, Катрин Денёв, Изабель Аджани. В 1967 году ателье переехало на авеню Монтень — улицу в Париже, где находятся многие салоны высокой моды — вскоре после чего приобрело международную известность. Клиентами дома стали Жаклин Кеннеди, принцесса Диана,  Ира фон Фюрстенберг.

## Продажа дома
В 1996 году Унгаро продал контрольный пакет акций своей фирмы итальянской компании Ferragamo. В 2005 году
компания Унгаро была продана за 84 миллиона долларов США. Её новым владельцем стал американский бизнесмен и венчурный инвестор пакистанского происхождения Асим Абдулла.